# 曾母暗沙
（直译：「詹姆士暗沙」），是一座位於南中国海南部、终年不露出水面的海底暗沙，水下深度约22（72英尺）。瑟鲁拜暗沙距离马来西亚婆罗洲海岸约45海里（83公里），周遭水域为马来西亚实际控制。中華人民共和國和中華民國亦聲稱對瑟鲁拜暗沙擁有主權，認為其是南沙群島的一部分，馬來西亞則视此暗沙屬於其大陸架內的一部分。瑟鲁拜暗沙坐落於砂拉越海岸线200海里专属经济区范围内，附近海域有马来西亚多个石油和天然气勘探及开采项目。
目前已知最迟在1892年英国文献就已有“James Shoal”的名稱和勘探记载。1935年中華民國公布James Shoal名稱為「曾姆灘」。1947年改為「曾母暗沙」，將其納入十一段線範圍內主張主權。中华人民共和国于1983年亦公布其标准地名为「曾母暗沙」，并延续中华民国的主张宣称其为「中國最南端之领土」。馬來西亞以大陸架劃界原則作為聲討基底，是三方中唯一一个曾母暗沙位於其國土200海里內的國家。馬來西亞將曾母暗沙歸為砂拉越管轄，有马来西亚皇家海军和海事执法局会在附近海域巡航；中華民國內政部將其劃為高雄市轄屬；中华人民共和国则划归海南省三沙市管辖，中国海军军舰和海警船在附近海域不定期巡航。

## 名稱
国际通用英语名称为“James Shoal”（詹姆士暗沙）。在1892年的英国《倫敦憲報》和《航海雜志》就已有此名称，其命名有可能是得自砂拉越王国第一任白人拉惹詹姆士·布洛克（James Brooke，1803年—1868年）。马来西亚稱之為“Beting Serupai”（瑟鲁拜暗沙），瑟鲁拜（Serupai）为砂拉越民都鲁省达岛县的一处地名。
1935年中华民国水陆地图审查委员会审定公布《中国南海各岛屿华英名对照表》，James Shoal被音译为「曾姆灘」。1947年中华民国内政部对南中国海诸岛地名进行了修订，使其听起来更有中国特色。1947年1月中华民国内政部方域司所制《南海諸島位置圖》上，James Shoal更名為「曾母暗沙（詹姆沙）」，同年10月中华民国内政部公布《南海諸島新舊名稱對照表》，James Shoal也正式定为“曾母暗沙”，旁注“詹姆沙”。“曾母”即是英文原名James的中国化音译，名称由来与中国典故如曾子母亲完全无关。实际上最初1935年中华民国政府公布南沙群岛名称时，包括“曾姆滩”在内的许多礁岩名都是由英文名音译而来。
1983年4月，中华人民共和国中国地名委员会公布的《我国南海诸岛部分标准地名》沿用了“曾母暗沙”的名称，旁注当地渔民习用名称“沙排”。1987年7月广东省地名委员会编写的《南海诸岛地名资料汇编》亦称曾母暗沙中国渔民向称“沙排”，是因海南岛渔民对那些低潮时也不露出海面的珊瑚礁（暗沙）称为「沙排」之故。但中國地理學家劉南威则驳斥此说，认为把“沙排”当作是曾母暗沙的渔民习用名称是张冠李戴。他表明虽然个别由海南渔民创造的航海手冊《更路簿》有提到“沙排”，但实际指的是位於道明群礁東北部、现今中国标准名称为“长滩”的地点。实际上曾母暗沙是没有中国渔民习用名称的。

## 地理位置

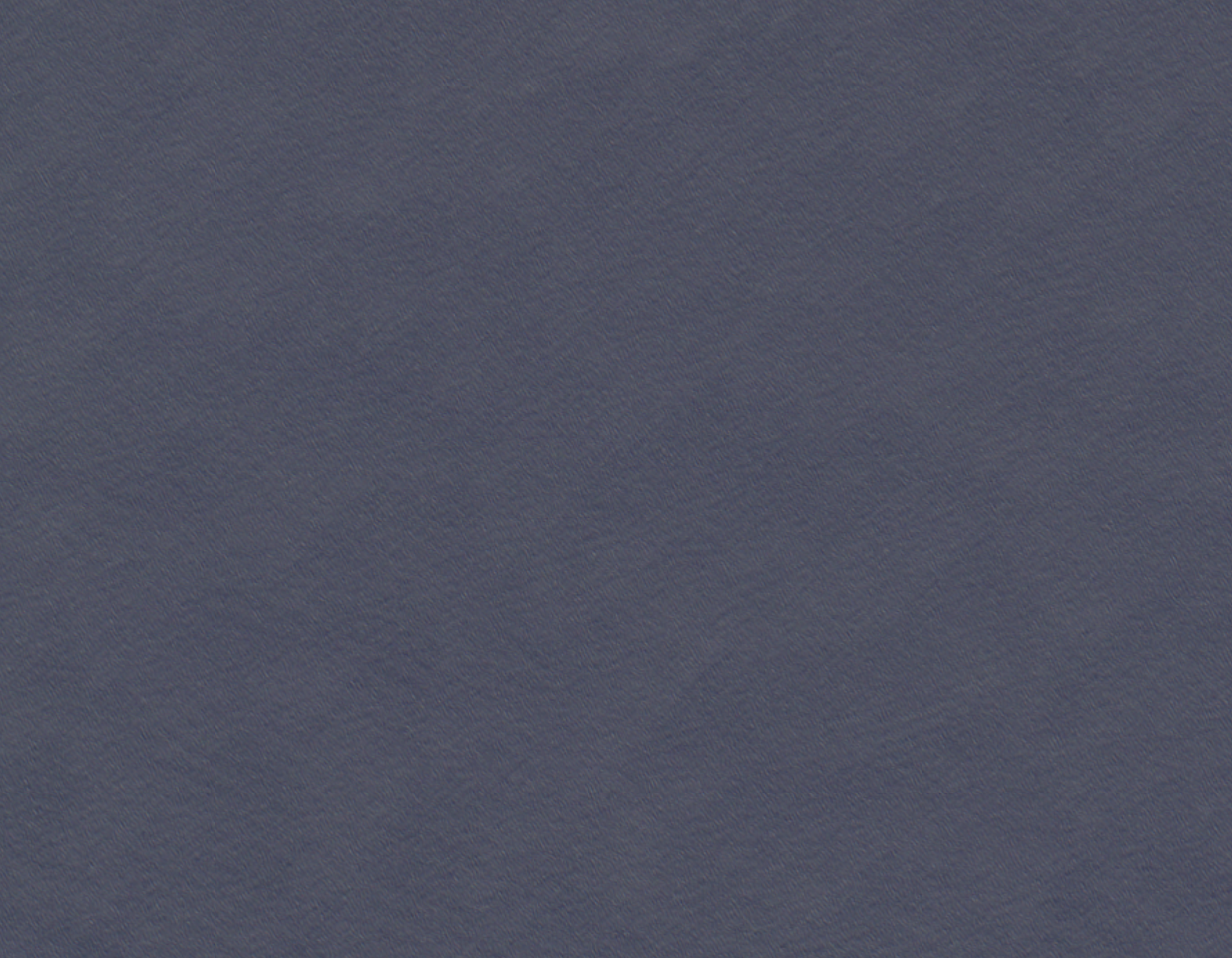
曾母暗沙卫星图（2025年），由于位于水下约22米，因此在卫星图上几乎没有任何地貌特征可供识别

曾母暗沙位于巽他陆架上，近婆罗洲一侧、南沙群岛南方，距砂拉越海岸线约80（43海里），距离中華民国太平島约740（400海里），处于低潮线下，终年不露出水面。详细位置如下：
- 坐标为3°58′00″N 112°17′00″E / 3.96667°N 112.28333°E。
- 南方4海里（7.4）处有一个位于海面下、面积0.31平方公里、最浅点为23.8米的八仙暗沙；在它的西南14海里（26）处為立地暗沙。
- 南康暗沙的海寧礁（Herald Reef）和澄平礁（Sierra Blanca Reef）南方約70（38海里）。
- 砂拉越的丹绒巴荣（Tanjong Payong）北方約50（27海里）。
- 印尼的納土納群島東方約400（220海里）。
- 砂拉越美里省尼亞（Niah）西方約120（65海里）。
- 砂拉越民都鲁西北約80（43海里）。

## 地質地形
- 礁体呈纺锤形，为水下珊瑚礁，面积 2.12平方公里，最浅處水深17.5米。
- 中國科學院南海海洋研究所副所長陳清潮曾經在1986年4月至5月中旬，帶領對南沙群島海域的第三次綜合考察，從廣州出發，進行為期33天的多學科綜合考察。經過這次正式測定，曾母暗沙的總面積為2.12平方公里，是一個形似梅花參狀，伏臥於40至50米深的水下珊瑚暗礁。礁上以珊瑚為主，還有鈣藻、苔蘚蟲等。在10至25米的沉積層中還發現石英、高溫石英、鈦鐵礦、綠泥石、海綠石和褐鐵礦等物質[18]。

## 歷史

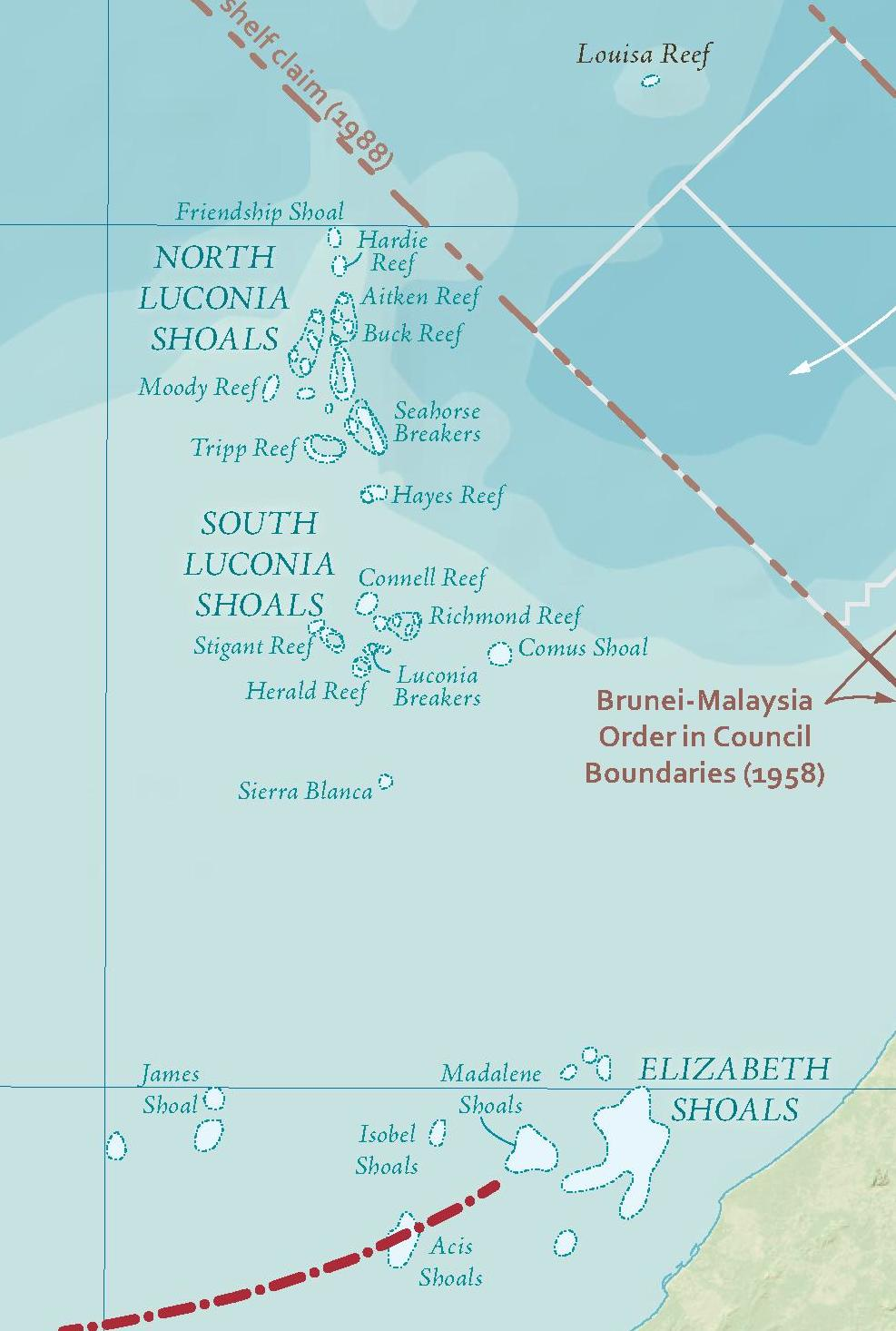
美国国务院地图，左下方显示詹姆士暗沙（James Shoal）的位置

“James Shoal”一名最早出現於1892年11月15日的《倫敦憲報》，和同年英国《航海杂志与皇家海军预备役期刊》。文中刊載英國海軍勘探船「厄革里亞」號（Egeria）指挥官菲尔德（A. M. Field）探勘到的，关于婆罗洲西北海岸附近有一片暗沙存在的訊息：
|  | 亞西暗沙（Acis Shoals）西北方，有一暗沙名为詹姆士暗沙（James Shoal），水深12英尋（22），周遭水深為22—31英尋（40—57），位在亞西暗沙西北方25英里（40）處，座標為北緯4度，東經112度18分。 |

詹姆士暗沙（James Shoal）命名來源不詳，有可能来自砂拉越王国第一任白人拉惹詹姆士·布洛克（James Brooke）。
1935年，中華民國內政部公布該礁島名稱為「曾姆灘」，宣告擁有此地主權。隨後發現此地並不是一個岩灘，而是一處不露出海面的岩礁，1947年，中華民國變更其名稱為「曾母暗沙」。在國共內戰後，中華民國與中華人民共和國雙方皆宣稱自身為中國唯一合法代表，且皆宣稱中國擁有此地主權。1983年4月25日，中华人民共和国中国地名委员会公布其标准化地名，仍为「曾母暗沙」。
1983年5月，中国人民解放军海军编队前往南沙群岛巡逻，并于22日8时19分在曾母暗沙抛锚宣示主权，这也是中国政府首次抵达曾母暗沙。1990年，中国国家海洋局在曾母暗沙投下“南沙群岛科学考察碑”。1994年，中国人民解放军海军再次在曾母暗沙宣示主权，并投下一块主权碑。2005年，中国海军南海舰队167远航编队在曾母暗沙投放主权纪念碑。2010年4月20日，中国海监83船在曾母暗沙投放主权碑。
2014年1月，中國通過南海管理規章，規定所有外國人和外國漁船進入海南島管轄水域捕魚或進行漁業資源調查活動，都應該經過中國國務院批准。26日，中國派出兩棲船塢登陸艦長白山艦，以及兩艘導彈驅逐艦海口艦和武漢艦，巡航曾母暗沙宣示主權。然而，马来西亚皇家海军司令否认中国军舰曾进入马方200海里专属经济区，并指中方是在1000海里外的公海演习，且已事先知会马来西亚和美国。

## 领土争端
瑟鲁拜暗沙坐落於馬來西亞砂拉越海岸线200海里专属经济区范围内，目前周遭水域为马来西亚实际控制，中華人民共和國和中華民國亦聲稱對其擁有主權。
依據中华民国和中华人民共和国雙方的领土主张，曾母暗沙为双方所宣称的「中国领土最南端」。不过1947年中华民国政府实际上还有公布另外两个暗沙的名称，即立地暗沙（Lydis Shoal）和八仙暗沙（Parsons Shoal），这两个暗沙都在曾母暗沙附近更南边一些的位置，但在地图上却不像曾母暗沙般有被其宣称的疆域界线“U形线”包括在内。此外，1982年中华人民共和国国务院（82）国函字280号文《国务院关于南海诸岛地名命名、更名方案的复函》中也提到，「上报方案中的八仙暗沙、立地暗沙、管事滩三个地名暂不公布，也不公开引用和对外提供」。
南中国海历史学家比尔海顿 （Bill Hayton） 研究认为，现今中华民国和中华人民共和国对于南海“九段线”的主权声索基础，实际上源自于1930年代一系列翻译和制图错误。1935年中华民国水陆地图审查委员会在翻译西方海图时，将英文海事术语「bank」和「shoal」，都不准确地译为水面上的「滩」，例如Vanguard Bank译为「前卫滩」，James Shoal译为「曾姆滩」，然而实际上这两者均为完全沉没于水下的地貌。1936年中国地理学会创始人白眉初绘制《中華建設新圖》时，因为误解委员会的翻译，加之未经实地勘测，把它们都错误绘制成了具有实体轮廓的水上礁体。这些错误随后被纳入官方地图，而又成为了中国政府在南海主权声索上的指导，导致了中国政府对于南海领土边界的错误主张，即把曾姆滩这个水下礁体错误地视为中国领土最南端。尽管1947年重新命名时发现了“滩”这一误译，并开始改译为“暗沙”，但这一系列错误已难以消除，“曾母暗沙为中国领土最南端”的主张仍然延续至今，以致持续影响着南海诸国的地缘政治局势。
2016年7月12日，常设仲裁法院依《联合国海洋法公约》附件七任命仲裁人组成「臨時仲裁庭」，在菲律宾控告中国案中作出裁决，認為无证据显示中国历史上曾经单独地有效控制礁岩或海域，故中國所主张的历史性权利“无效”。中华人民共和国表明不承认常设仲裁法院拥有对主权问题的管辖权，中华民国也表明不接受相关判决，而菲律宾、越南等涉事国则表示欢迎。
2020年7月13日，美國國務院在聲明中反對中國對曾母暗沙的领土或领海主權聲索。其指出曾母暗沙為完全沉没的水下地物，且曾母暗沙離馬來西亞海岸僅50海里（93），然而距離中國沿岸則有1,000海里（1,900）遠。尽管北京當局常宣稱曾母暗沙為「中國最南端領土」，但國際海洋法明确规定，任何國家不得對如曾母暗沙的水下地物提出主權聲索，也无法对其划分领海范畴。因此位于海平面以下20米处的曾母暗沙从未是中国领土，中国也不能从其主张任何合法的海洋权利。